# Niphetogryllacris indecisa
Niphetogryllacris indecisa är en insektsart som först beskrevs av Griffini 1908.  Niphetogryllacris indecisa ingår i släktet Niphetogryllacris och familjen Gryllacrididae. Inga underarter finns listade i Catalogue of Life.